# Giuiria unica
Giuiria unica là một loài nhện trong họ Salticidae. Chúng thuộc chi đơn loài Giuiria, được Embrik Strand miêu tả năm 1906.